# Plagiomnium acutum
Plagiomnium acutum är en bladmossart som beskrevs av T. Koponen 1975. Plagiomnium acutum ingår i släktet praktmossor, och familjen Mniaceae. Inga underarter finns listade i Catalogue of Life.